# Neela Winkelmann-Heyrovská
Neela Winkelmannová-Heyrovská (* 6. srpna 1969 v Praze) je česká akademička, ekologická aktivistka a vládní úřednice. Je výkonnou ředitelkou Platformy evropské paměti a svědomí, vzdělávacího projektu Evropské unie, který sdružuje vládní instituce a nevládní organizace ze zemí Evropy a Severní Ameriky, které se zabývají výzkumem, dokumentací, zvyšováním povědomí a vzděláváním o zločinech totalitní moci.
Je vnučkou fyzikálního chemika a nositele Nobelovy ceny Jaroslava Heyrovského, její matkou je indická fyzikální chemička Rajalakshmi Raji Natarajan. Studovala biologii na Karlově univerzitě v Praze, magisterský titul absolvovala v roce 1992. V roce 1997 získala doktorát v oboru molekulární biologie na Cornell University. Byla aktivní v oblasti životního prostředí hnutí od roku 1984. V 90. letech pracovala s environmentálními nevládními organizacemi např. v Indii. Později pracovala jako nezávislá konzultantka na podporu obnovitelných zdrojů energie, jako je větrná energie, v České republice. Za svůj příspěvek k zavedení výkupního tarifu s dlouhodobou zárukou v českém zákoně o obnovitelných zdrojích energie získala od České organizace EUROSOLAR cenu České solární ceny (2004).
V letech 2003–2004 působila v české Straně zelených a kandidovala za ni ve volbách do Evropského parlamentu v roce 2004. V letech 1990–1992 byla členkou Akademického senátu Přírodovědecké fakulty Univerzity Karlovy.